# Estação Pedro Nolasco
A Estação Pedro Nolasco é uma estação ferroviária de passageiros, parte da malha da Estrada de Ferro Vitória a Minas, localizada no município de Cariacica, Espírito Santo. A estação homenageia Pedro Nolasco, engenheiro responsável pela construção da ferrovia.

## História

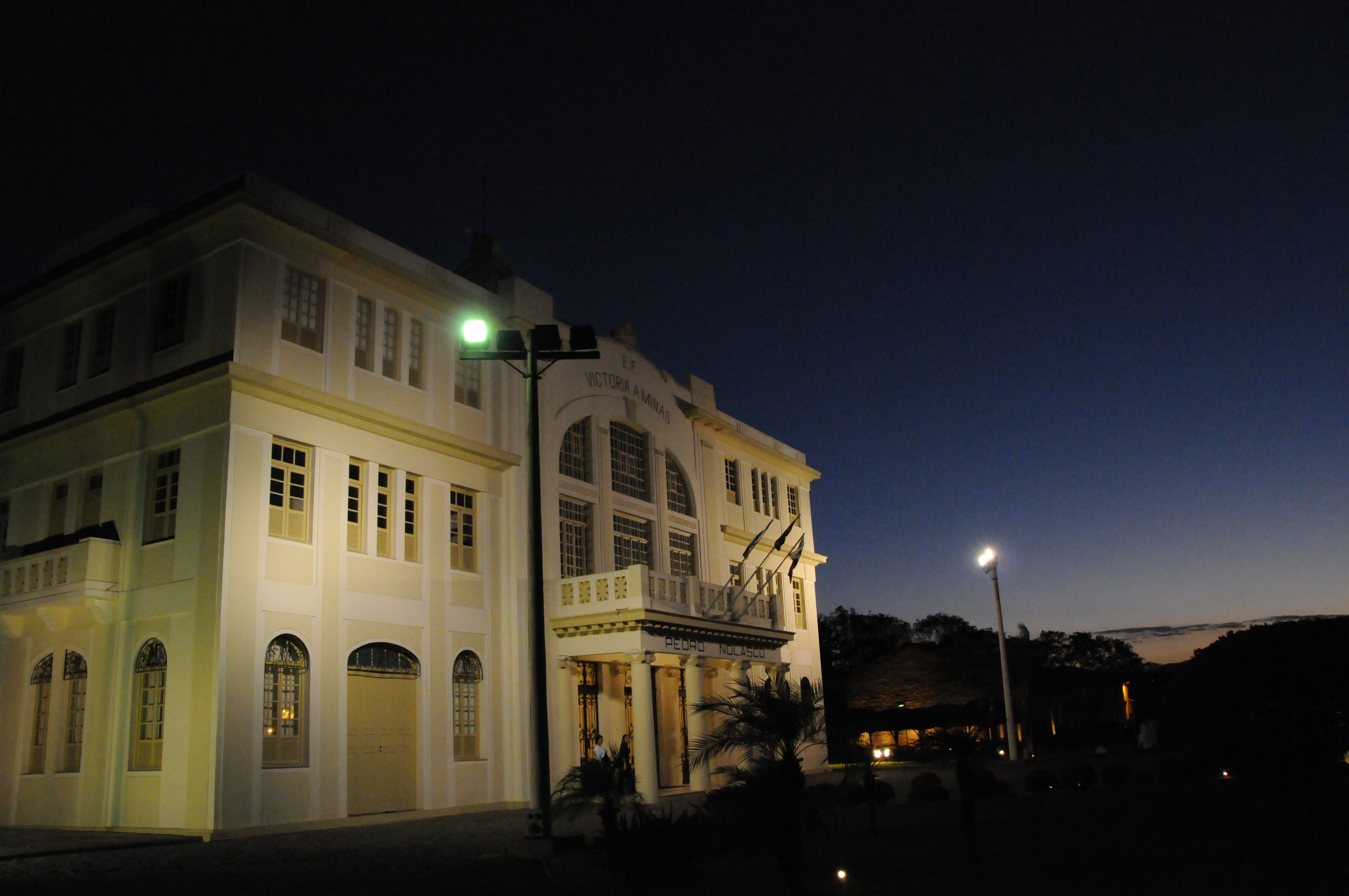
Vista noturna da antiga Estação Pedro Nolasco, em Argolas, Vila Velha. Atualmente abriga o Museu Vale.

A primeira estação, denominada São Carlos, foi aberta em 20 de maio de 1905, no ano seguinte ao início da construção da Estrada de Ferro Vitória a Minas. A estação se localizava no início da ferrovia, próximo ao porto de Argolas, em Vila Velha.
O prédio atual desta primeira estação foi inaugurado em 19 de novembro de 1927, e hoje abriga o Museu Vale. Composto por três pavimentos, e construído em estilo eclético, o prédio se encontra de frente à Baía de Vitória. A estação era dotada de armazéns para o depósito e transbordo de cargas, que seguiam para os portos vizinhos de Argolas, Paul e Vitória.
Em 1935 recebeu o nome Pedro Nolasco, em homenagem póstuma ao engenheiro responsável pela construção da estrada de ferro e presidente da companhia até aquela data.
Fazendo parte de um complexo porto-ferroviário, a Estação Pedro Nolasco se distancia apenas algumas centenas de metros da Estação de Vitória da Estrada de Ferro Leopoldina, que era responsável por receber os passageiros daquela ferrovia que conectava o sul do estado e o Rio de Janeiro.
O prédio original da Estação Pedro Nolasco deixou de operar como terminal de passageiros em 1962, sendo preservado desde então, com tal função transferida para uma estação provisória e simplificada localizada no município de Cariacica, que funcionou até o ano de 1985.
Na década de 1980, construiu-se o prédio da atual estação ferroviária, localizado em Jardim América, município de Cariacica. De lá, partem todos os dias, os Trens de Passageiros da Estrada de Ferro Vitória a Minas, com direção a Belo Horizonte, capital de Minas Gerais.